# Sức khỏe tâm thần trong đại dịch COVID-19
Đại dịch COVID-19 đã ảnh hưởng đến sức khỏe tâm thần của người dân trên khắp thế giới. Tương tự như các vụ dịch virus đường hô hấp trước đây, chẳng hạn như SARS-CoV, MERS-CoV và dịch cúm, đại dịch COVID-19 đã gây ra các triệu chứng lo âu, trầm cảm và rối loạn căng thẳng sau chấn thương ở các nhóm dân số khác nhau, bao gồm cả ngành y tế. công nhân, công chúng, bệnh nhân và các cá nhân bị cách ly. Hướng dẫn về hỗ trợ sức khỏe tâm thần và tâm lý xã hội của Ủy ban thường vụ Liên cơ quan của Liên Hợp Quốc khuyến nghị rằng các nguyên tắc cốt lõi của hỗ trợ sức khỏe tâm thần trong trường hợp khẩn cấp là "không gây tổn hại, thúc đẩy quyền con người và bình đẳng, sử dụng các phương pháp tiếp cận có sự tham gia, xây dựng trên cơ sở nguồn lực và năng lực, áp dụng các biện pháp can thiệp nhiều lớp và làm việc với các hệ thống hỗ trợ tích hợp."  COVID-19 đang ảnh hưởng đến sự kết nối xã hội của mọi người, niềm tin của họ vào con người và thể chế, công việc và thu nhập của họ, cũng như gây ra lo lắng rất lớn.
COVID-19 cũng làm tăng thêm sự phức tạp của các rối loạn do sử dụng chất gây nghiện (SUD) vì nó ảnh hưởng mạnh hơn đến những người mắc SUD do sự bất bình đẳng xã hội, kinh tế và sức khỏe có được. Hậu quả sức khỏe của những người dùng chất gây nghiện (ví dụ, bệnh tim mạch , bệnh hô hấp, bệnh tiểu đường loại 2, ức chế miễn dịch và suy nhược hệ thần kinh trung ương, và rối loạn tâm thần) và những thách thức liên quan đến môi trường (ví dụ, bất ổn về nhà ở, thất nghiệp và liên quan đến tư pháp hình sự) làm tăng nguy cơ nhiễm COVID-19. Các biện pháp giảm thiểu sức khỏe cộng đồng COVID-19 (gồm giãn cách cộng đồng, cách ly và tự cô lập) có thể làm trầm trọng thêm tình trạng cô đơn, các triệu chứng sức khỏe tâm thần, triệu chứng trầm cảm do cô lập và chấn thương tâm lý. Các quy tắc quản thúc, tỷ lệ thất nghiệp và các biện pháp thắt lưng buộc bụng trong và sau thời kỳ đại dịch có thể ảnh hưởng đến thị trường chất gây nghiện bất hợp pháp và các kiểu sử dụng chất gây nghiện.

## Nguyên nhân

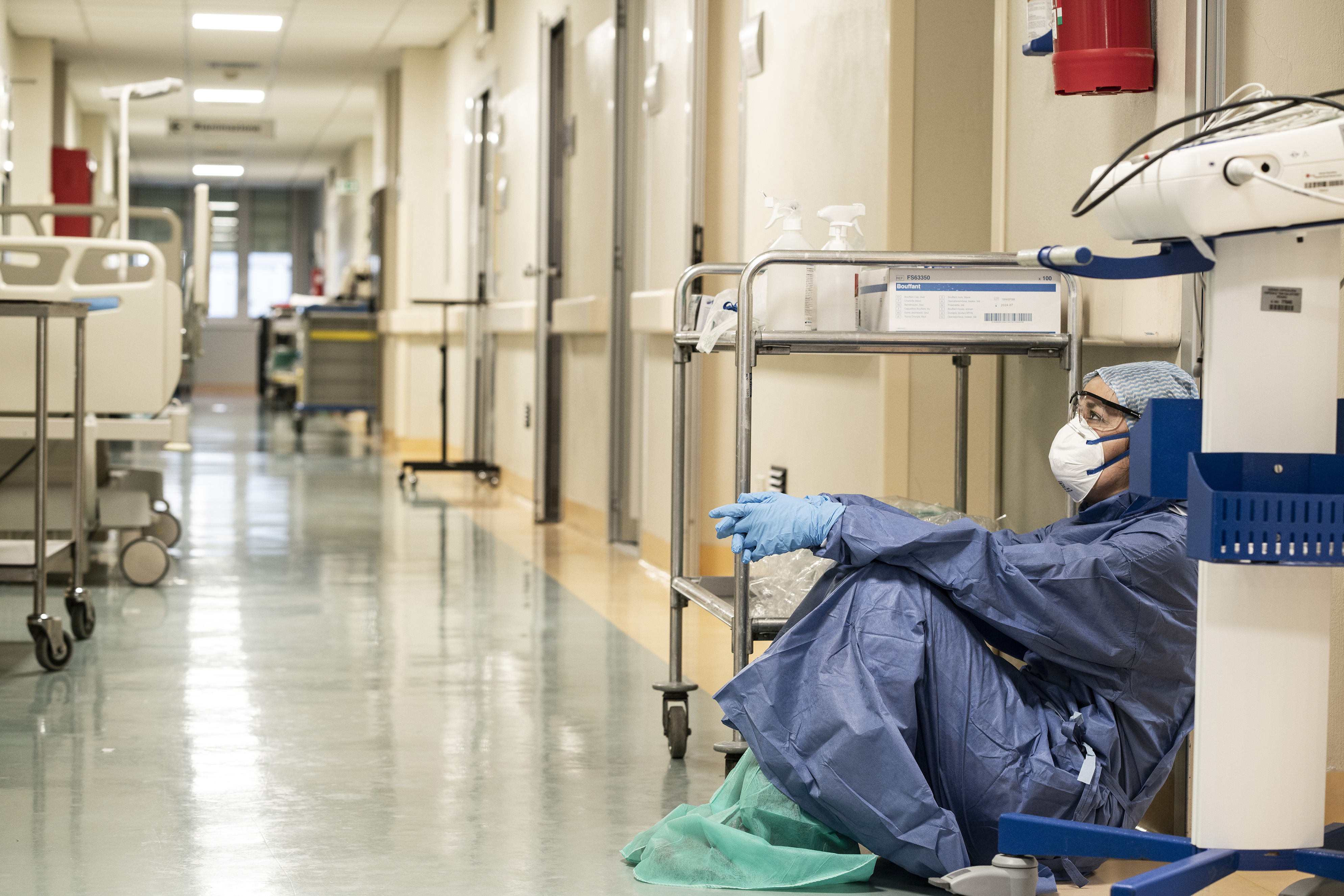
Một bác sĩ gây mê kiệt sức ở Pesaro, Ý, tháng 3 năm 2020

Đại dịch COVID-19 đã gây ra căng thẳng, lo lắng và lo lắng cho nhiều cá nhân, phát sinh cả từ bản thân căn bệnh và từ các biện pháp ứng phó như ngăn cách và phong tỏa xã hội. Các nguyên nhân thường gặp của căng thẳng tâm lý trong thời kỳ đại dịch bao gồm, sợ bị ốm và chết, tránh chăm sóc sức khỏe do sợ bị lây nhiễm khi đang được chăm sóc, sợ mất việc làm và sinh kế, sợ bị xã hội loại trừ, sợ bị cách ly, cảm bất lực trong việc bảo vệ bản thân và những người thân yêu, sợ hãi bị chia cắt khỏi những người thân yêu và người chăm sóc, từ chối chăm sóc những người dễ bị tổn thương do sợ lây nhiễm, cảm giác bất lực, thiếu lòng tự trọng để làm bất cứ điều gì trong cuộc sống hàng ngày, buồn chán, cô đơn, và trầm cảm do bị cô lập, và sợ hãi khi phải sống lại trải nghiệm của một đại dịch trước đây.
Ngoài những vấn đề này, COVID-19 có thể gây ra các phản ứng tâm lý khác, chẳng hạn như nguy cơ bị nhiễm khi phương thức lây truyền của COVID-19 không rõ ràng 100%, các triệu chứng phổ biến của các vấn đề sức khỏe khác bị nhầm với COVID-19, quá lo lắng về việc trẻ em ở nhà một mình (trong thời gian nghỉ học, v.v.) trong khi cha mẹ phải đi làm, và nguy cơ suy giảm sức khỏe thể chất và tinh thần của những người dễ bị tổn thương nếu không được hỗ trợ chăm sóc.
Nhân viên tuyến đầu, chẳng hạn như bác sĩ và y tá có thể gặp thêm các vấn đề về sức khỏe tâm thần. Kỳ thị đối với việc phải làm việc với bệnh nhân COVID-19, căng thẳng do sử dụng các biện pháp an toàn sinh học nghiêm ngặt (chẳng hạn như căng thẳng về thể chất của thiết bị bảo hộ, cần phải nhận thức và cảnh giác liên tục, các quy trình nghiêm ngặt phải tuân theo, ngăn cản sự tự chủ, cách ly về thể chất gây khó khăn cho việc tạo sự thoải mái cho người bệnh), yêu cầu cao hơn trong môi trường làm việc, giảm khả năng sử dụng hỗ trợ xã hội do xa cách vật chất và kỳ thị xã hội, không đủ khả năng tự chăm sóc bản thân, không đủ kiến thức về việc tiếp xúc lâu dài với những người bị nhiễm COVID-19 và lo sợ rằng họ có thể truyền bệnh cho những người thân yêu của họ có thể khiến các nhân viên tuyến đầu thêm căng thẳng.

## Phòng ngừa và quản lý tình trạng sức khỏe tâm thần

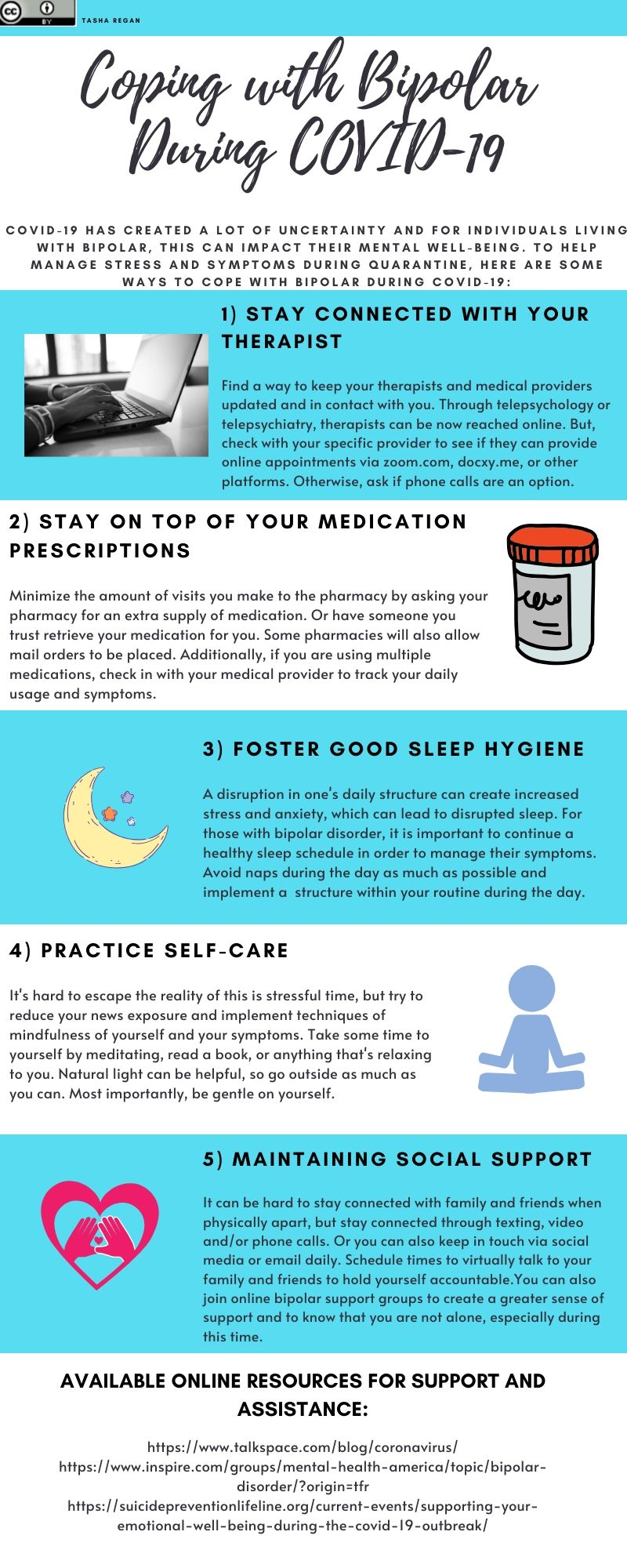
Đối phó với rối loạn lưỡng cực và các vấn đề sức khỏe tâm thần khác trong đồ họa thông tin về COVID-19

### Hướng dẫn của Tổ chức Y tế Thế giới và Trung tâm Kiểm soát Dịch bệnh
WHO và CDC đã ban hành hướng dẫn để ngăn ngừa các vấn đề sức khỏe tâm thần trong đại dịch COVID-19. Các hướng dẫn tóm tắt như sau:

#### Đối với người dân
- Hãy đồng cảm với tất cả các cá nhân bị ảnh hưởng, bất kể quốc tịch hoặc dân tộc của họ.
- Sử dụng ngôn ngữ dành cho mọi người trong khi mô tả các cá nhân bị ảnh hưởng bởi COVID-19.
- Hạn chế xem tin tức nếu điều đó khiến người ta lo lắng. Chỉ tìm kiếm thông tin từ các nguồn đáng tin cậy, tốt nhất là một hoặc hai lần một ngày.
- Bảo vệ bản thân và hỗ trợ những người khác, chẳng hạn như hàng xóm của bạn.
- Tìm cơ hội để khuếch đại những câu chuyện tích cực của những người địa phương đã trải qua COVID-19.
- Tôn vinh các nhân viên y tế đang hỗ trợ những người bị ảnh hưởng bởi COVID-19.

#### Đối với nhân viên y tế
- Cảm thấy áp lực là điều bình thường trong thời gian khủng hoảng. Quản lý sức khỏe tinh thần của một người cũng quan trọng như quản lý sức khỏe thể chất.
- Thực hiện theo các chiến lược đối phó, đảm bảo nghỉ ngơi đầy đủ, ăn uống tốt, tham gia hoạt động thể chất, tránh sử dụng thuốc lá, rượu hoặc chất gây nghiện. Sử dụng các chiến lược đối phó trước đây đã có hiệu quả với bạn trong những tình huống căng thẳng.
- Nếu một người đang bị gia đình hoặc cộng đồng né tránh, hãy giữ kết nối với những người thân yêu, bao gồm cả các phương pháp kỹ thuật số.
- Sử dụng các cách dễ hiểu để chia sẻ thông điệp đến người khuyết tật.
- Biết cách liên kết những người bị ảnh hưởng bởi COVID-19 với các nguồn sẵn có.

#### Đối với trưởng nhóm ở các cơ sở y tế
- Giữ cho tất cả nhân viên có được tình trạng sức khỏe tâm thần tốt. Tập trung vào năng lực nghề nghiệp dài hạn hơn là kết quả ngắn hạn.
- Đảm bảo chất lượng thông tin liên lạc tốt và cập nhật chính xác.
- Đảm bảo rằng tất cả nhân viên đều biết về nơi và cách thức hỗ trợ sức khỏe tâm thần có thể được tiếp cận.
- Hướng dẫn tất cả nhân viên cách sơ cứu tâm lý cho người bị ảnh hưởng.
- Tình trạng sức khỏe tâm thần khẩn cấp nên được quản lý tại các cơ sở chăm sóc sức khỏe.
- Đảm bảo có sẵn các loại thuốc điều trị tâm thần thiết yếu ở tất cả các tuyến chăm sóc sức khỏe.

#### Đối với người chăm sóc trẻ em
- Làm gương về các hành vi, thói quen và kỹ năng đối phó lành mạnh..[15][16][17][18][19][20][21]
- Sử dụng phương pháp nuôi dạy con tích cực dựa trên sự giao tiếp và tôn trọng.[17][18][20]
- Duy trì các thói quen của gia đình càng nhiều càng tốt và cung cấp các hoạt động hấp dẫn phù hợp với lứa tuổi để dạy trẻ có trách nhiệm.[19][21][22][23]
- Giải thích COVID-19 và các biện pháp phòng ngừa theo cách phù hợp với lứa tuổi mà trẻ em có thể hiểu để giúp chúng xử lý những gì đang xảy ra.[16][17][18][20][21][23][24]
- Theo dõi các trò chơi hay truyền thông xã hội của trẻ em để đảm bảo an toàn cho chúng.[18][23][25]
- Xác thực những suy nghĩ và cảm xúc của trẻ và giúp chúng tìm ra những cách thể hiện cảm xúc tích cực.[18][21]
- Tránh tách trẻ khỏi cha mẹ / người chăm sóc của chúng càng nhiều càng tốt. Đảm bảo duy trì liên lạc thường xuyên với cha mẹ và người chăm sóc nếu đứa trẻ được đặt cách ly.[26][27][28]

#### Đối với người lớn tuổi, những người có tình trạng sức khỏe cơ bản và người chăm sóc của họ
- Người lớn tuổi, đặc biệt là những người sống cô lập hoặc mắc các bệnh lý thần kinh từ trước, có thể trở nên lo lắng, tức giận hoặc thu mình hơn. Cung cấp hỗ trợ thiết thực và tinh thần thông qua người chăm sóc và các chuyên gia chăm sóc sức khỏe.
- Chia sẻ sự thật đơn giản về cuộc khủng hoảng và cung cấp thông tin rõ ràng về cách giảm nguy cơ lây nhiễm.
- Có quyền truy cập vào tất cả các loại thuốc hiện đang được sử dụng.
- Biết trước ở đâu và làm thế nào để nhận được sự trợ giúp thiết thực.
- Học và thực hiện các bài tập đơn giản hàng ngày để luyện tập tại nhà.
- Giữ lịch trình thường xuyên càng nhiều càng tốt và giữ liên lạc với những người thân yêu.
- Đắm mình trong một sở thích hoặc nhiệm vụ giúp tập trung tâm trí vào các khía cạnh khác.
- Tiếp cận với mọi người bằng kỹ thuật số hoặc điện thoại để trò chuyện bình thường hoặc thực hiện một hoạt động vui vẻ cùng nhau trực tuyến.
- Cố gắng và làm việc tốt cho các cộng đồng phải chịu biện pháp ngăn cách xã hội tại chỗ. Nó có thể là cung cấp bữa ăn cho những người thiếu thốn, thay đổi khẩu phần, v.v...

#### Đối với những người bị cô lập
- Giữ kết nối và duy trì mạng xã hội.
- Chú ý đến nhu cầu và cảm xúc của chính bạn. Tham gia vào các hoạt động mà bạn cảm thấy thư giãn.
- Tránh nghe những lời đồn đại khiến bạn khó chịu.
- Bắt đầu các hoạt động mới nếu bạn có thể.
- Tìm những cách mới để duy trì kết nối chính xác, sử dụng các ứng dụng nhắn tin tức thời khác để trò chuyện nhiều lần với bạn bè và gia đình.
- Duy trì thói quen.

Trung tâm Kiểm soát và Phòng ngừa Dịch bệnh cũng tuyên bố rằng công dân nên "cố gắng thực hiện các hoạt động thú vị và trở lại cuộc sống bình thường càng nhiều càng tốt trong thời gian khủng hoảng. Một nghiên cứu được đánh giá ngang hàng được công bố vào năm 2021 cho thấy rằng chơi trò chơi điện tử có thể có tác động tích cực đến sức khỏe tinh thần và hạnh phúc của người chơi, mang lại cơ hội xã hội hóa và kết nối với cuộc sống bình thường.